# 다나카 쇼조

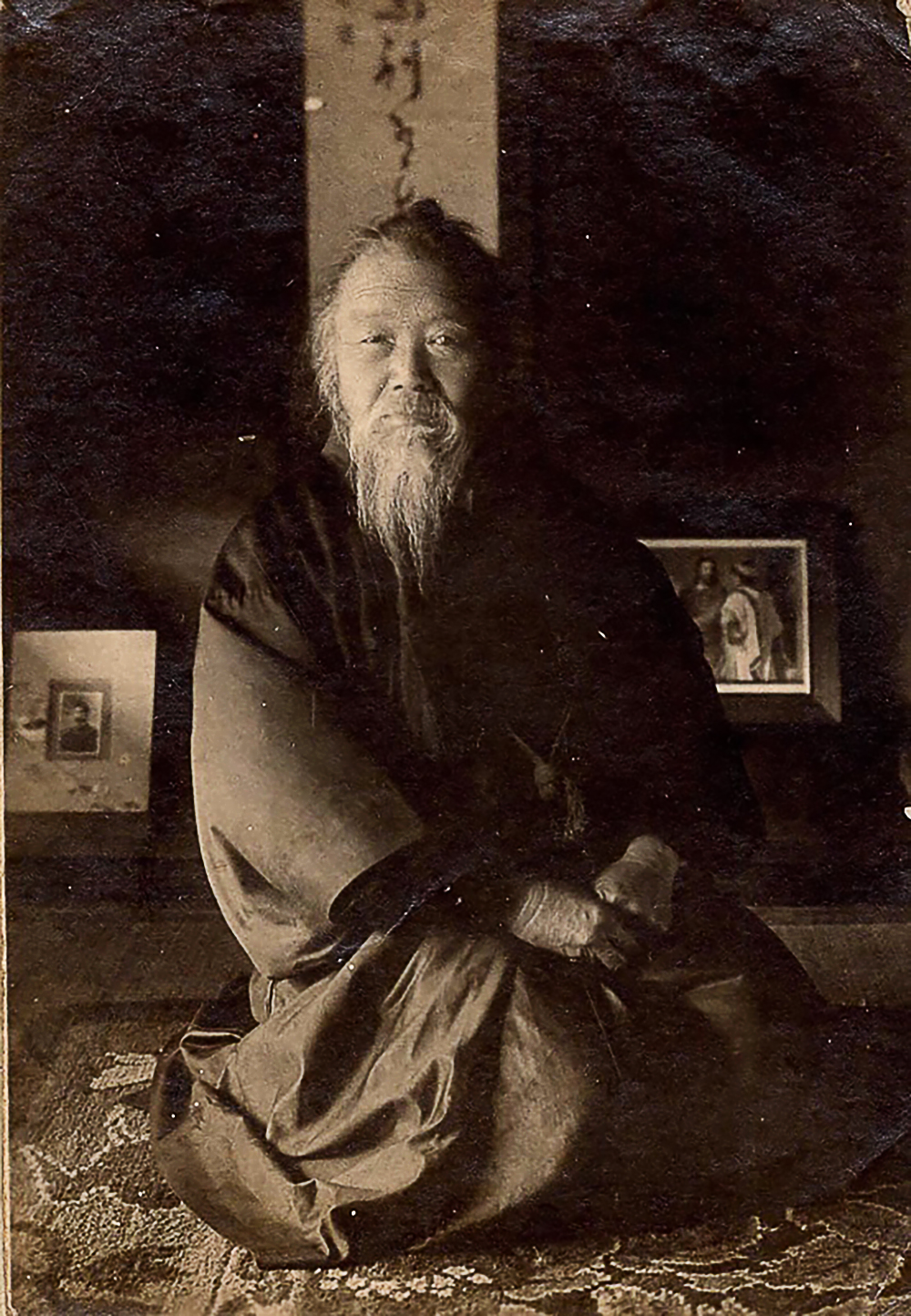
다나카 쇼조

다나카 쇼조(田中正造, たなか しょうぞう, 1841년 11월 3일 ~ 1913년 9월 4일)은 메이지 시대의 정치인이다. 일본 최초의 공해사건인 아시오 광독 사건을 사회문제화 하여 메이지 천황에게 고하려 시도했다.

## 어린 시절
시모쓰케국 아소 군 고나카 촌 출신으로 중의원을 여섯 번 지냈다.
촌장집안에서 태어났지만 다나카 본인 회상으로는 마을의 중류 집안 정도로 딱히 부유한 집이 아니었다고 한다. 아버지의 뒤를 이어 촌장이 되었지만 막말기 촌민들의 리더가 되어 高家六角家 등에 대항해 정치적 요구를 하다가 메이지 유신 직전인 1868년에 투옥되었다. 당시 감옥은 가로세로 1m 정도의 좁은 공간으로 자기도 서기도 힘든 공간이었다. 다음해 출소했다.
1870년 江刺県花輪支庁(현 아키타현 가즈노시)의 관리가 되었다. 다음해 상사인 키무라(木村新八郎) 살해용의자로 투옥되었다. 아무 증거가 없는 무고로 생각되지만 당시 쇼조의 행동이나 성격이 윗사람들에게 미움을 사고있었다는 설이 있다..
1874년 석방되어 1876년까지 石塚村(佐野市石塚町)의 양조장인 蛭子屋의 관리인으로 지냈다. 막말에 오자와 카츠(大沢カツ)와 결혼했으나 정확한 시기는 불분명하다.
1878년 구회의원(区会議員)으로 정치를 재개했다. 토치기 신문(栃木新聞, 현 시모쓰케 신문)이 창간되어 편집장이 되었다. 지면으로 국회 설립을 호소했다. 그는 嚶鳴社와 交詢社의 회원으로 참여하기도 했다.
1880년 토치기현의회 의원이 되었고 1882년 입헌개진당에 입당했다. 현령(도지사)이던 미시마 미치쓰네와 의회에서 대립했다. 자유 민권 운동 속에서 加波山事件 관련자로 1885년 체포되었으나 연말에 미시마가 토치기를 떠났고 그해 말에 석방되었다. 1886년 13회 임시현회에서 의장으로 당선되었다.

## 중의원 당선 이후
1890년 제1회 일본 중의원 의원 총선거에 토치기 3구에서 출마하여 당선되었다. 다나카는 제국의회에서도 원래 입헌개진당 소속이었다. 그 해 渡良瀬川에서 대홍수가 발생하자 상류의 아시오 구리광산에서 흘러나온 광독으로 벼가 말라죽는 현상이 각지에서 발견되어 문제가 되었다. 1891년 광독 피해를 시찰하고 2회 제국의회에서 광독문제를 질문했다. 1896년에도 질문을 하였고 군마현오라군 渡瀬村 (현재 다테바야시시)의 雲龍寺에서 연설하기도 했다.
1897년 농민의 광독 반대운동이 격화했고 도쿄로 진정서가 밀려들었다. 당시 이 운동에는 딱히 이름이 있지 않았고 농민들은 押出し라고 불렀다. 다나카는 광독에 관해 국회에서 질문을 하고 도쿄에서 연설을 해나갔다. 농상무성과 아시오 구리광산측은 이의 방지공사를 약속했으나, 설치된 탈황장치들의 효과는 거의 없었다.
1900년 농민들이 다시 도쿄로 진정하러 나가던 도중 메이와정 (군마현) 川俣에서 경찰과 충돌했고 유혈사건으로 번지며 농민 다수가 체포되었다. 이 사건 이틀 뒤와 나흘 뒤 다나카는 국회에서 이에 대해 질의했다. 이것은 망해가는 줄도 모르는 망국의 일에 관한 대정부 질문 「亡國に至るを知らざれば之れ即ち亡國の儀に付質問」이라는 연설로 헌정사에 남았다. 연설 도중 자신이 소속된 헌정본당憲政本党에서 탈당했다. 당시 총리이던 야마가타 아리토모는 질문의 의미를 모르겠다며 답변을 거부했다. 이 즈음 川俣事件의 공판을 지켜보던 다나카가 도중 하품을 했는데 이것이 관리모욕죄로 기소되어 재판에 넘겨졌다. 川俣事件 관련자는 1902년 결국 전원 석방되었다.

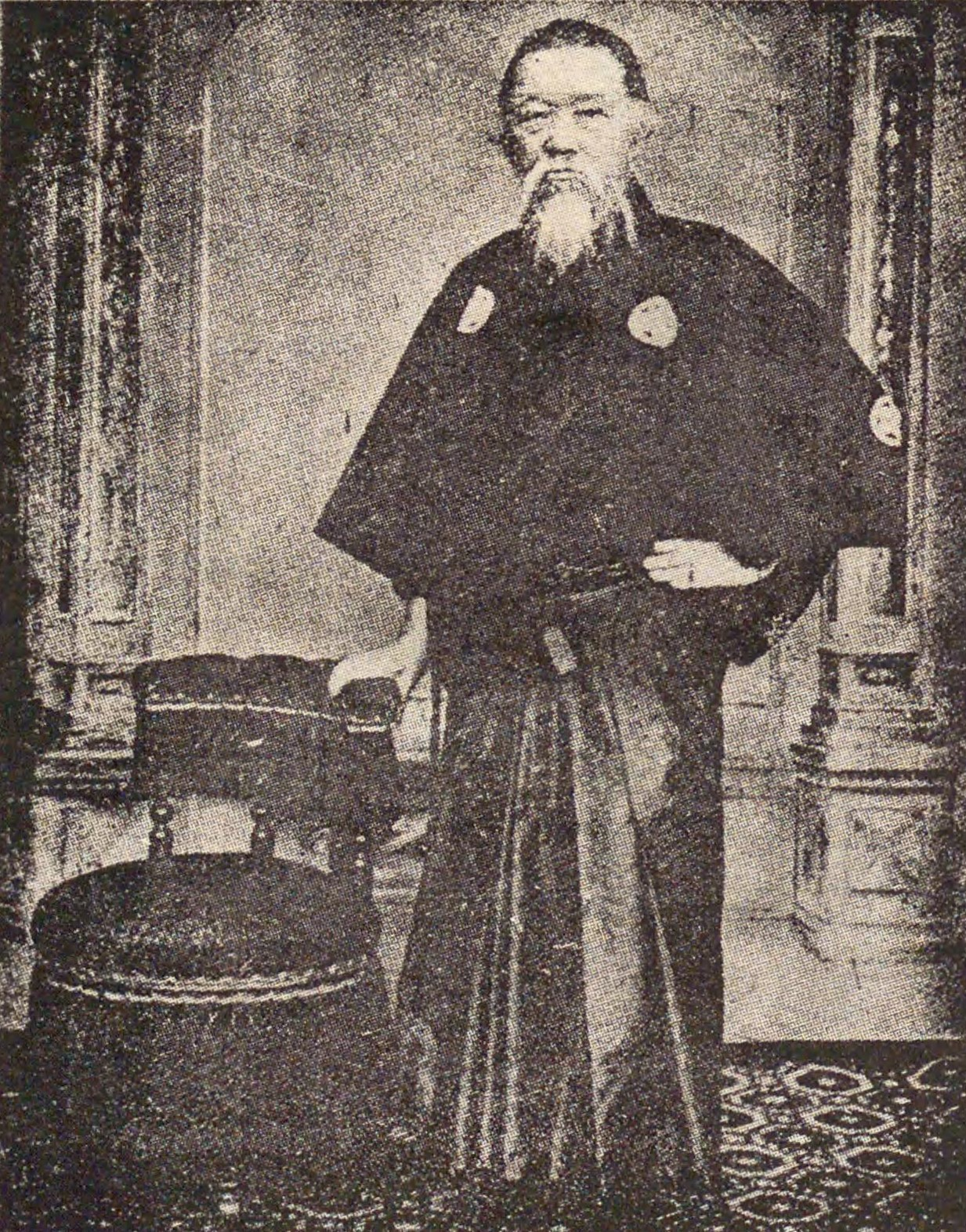
직소하던 시기의 다나카 쇼조

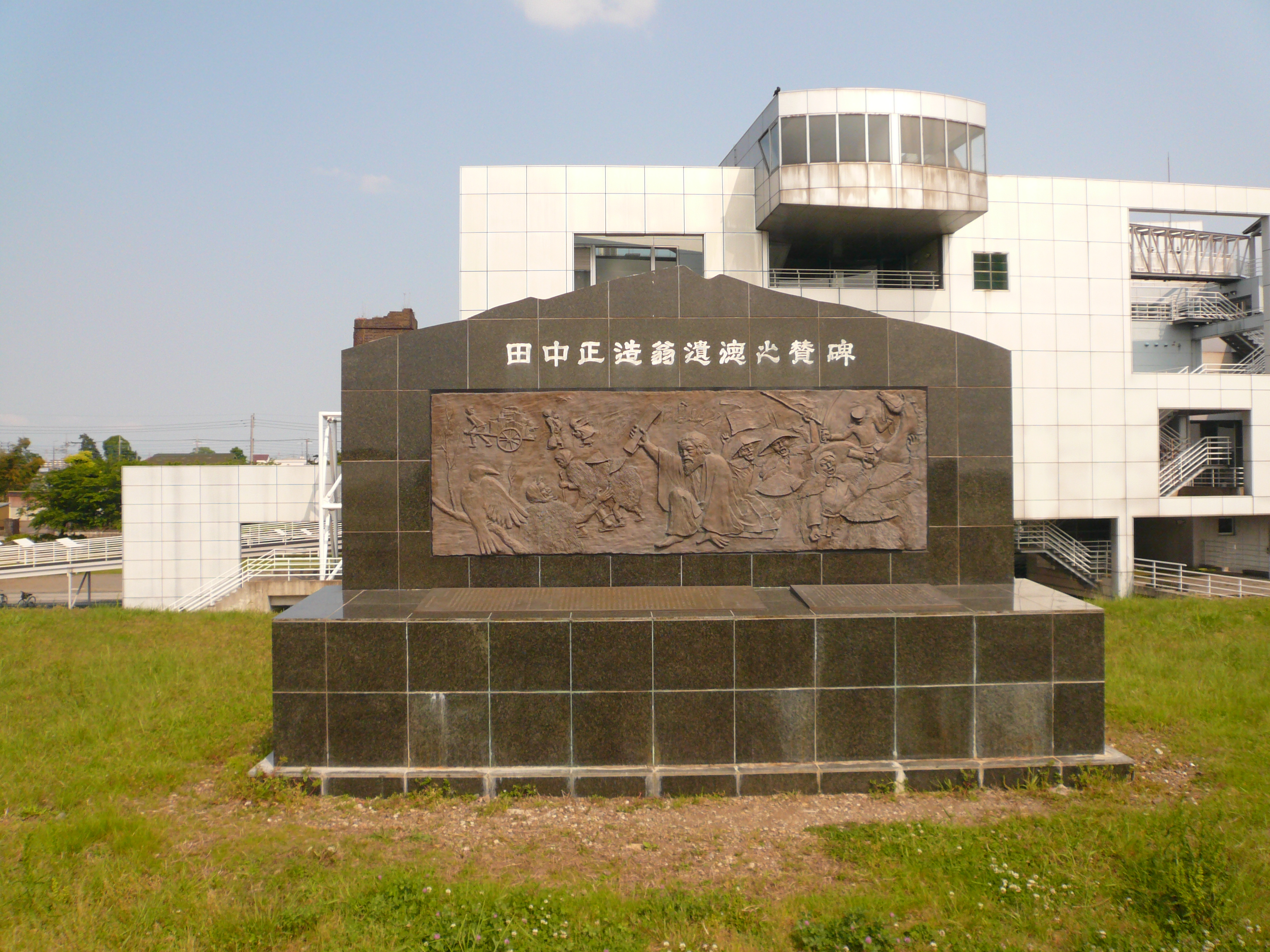
다나카 쇼조 송덕비(이바라키현 고가시)

아시오 광독 사건에 대하여 메이지 천황에게 직접 상소를 올려 화제가 되었다. 이후에도 와타라세 유수지 조성으로 수몰되던 '야나카 촌' 문제에도 참여했다. 전 재산을 사회 운동에 사용한 뒤 위암과 합병증을 앓다가 객지에서 죽었으며, 그의 유골은 사노시, 다테바야시시, 도치기시, 가조시, 아시카가시 등지에 화장되어 묻혀있다.
1901년 (메이지 34년) 10월 23일 다나카 의원을 사직 했지만, 광독 피해를 호소하는 활동은 멈추지 않고 주로 도쿄의 교회 등에서 광독에 관한 연설을 자주했다.
12월 10일 도쿄 시내 히 비야에서 제국 의회 개원식에서 돌아 오는 길의 메이지 천황에 아시오 광독 사건에 대해 직접 호소 하였다 . 도중에 경비 경찰에 붙잡혀하고 직소 자체에는 실패했지만, 도쿄시 동안 난리가 신문의 호외 도 배부되고 직소 모양의 내용은 널리 널리 알려졌다. 직소 모양은 고토쿠 슈스이가 쓴 다나카가 가필 한 것으로 전해진다. 다나카는 즉시 구속됐지만, 정부는 단순히 미치광이가 마차 앞에 비틀 뿐이다으로 덮어하는 것으로 (다나카 본인의 언급 의한) 당일 석방되었다. 다나카는 죽음을 각오하고 석방 후 아내 돈까스 앞으로 자신은 (12 월) 10 일에 죽을 것이었다는 의미의 유서를 썼다. 또한 직소 직전에 방해가되지 말라고 돈까스에 이혼 장을 보내고 있지만, 한편 본인은 이연되고는 있지 않다고 주장하고있다.
1902년 (메이지 35년), 가와 마타 사건 공판 때 하품을 한 죄로 무게 징역 40 일을 선고 받았다 복역. 이 때 성경을 읽고 영향을 받았다. 이 후 다나카의 말에는 "회개하라"등 성경에서 인용이 많아진다. 그러나 기독교로 개종하지 않았다.

## 생애

### 후속 활동
1902년 (메이지 35년),渡良瀬川하류에 저수지를 만들 계획이 부상. 건설 예정지가 있던 사이타마 현 강변 마을 · 도시 마 촌의 반대 운동에 참여하고 계획은 무산되었다.
1903년 (메이지 36년)에는 토치 기현 시모 쓰가 군 나카 마을 저수지된다 안이 부상. 다나카는 1904년 (메이지 37년) 7 월부터 실질적으로 야 나카 마을에 살게하고있다. 같은 해 토치 기현위원회는 비밀 회의에서 야 나카 마을 인수를 결의. 저수지하기위한 공사가 시작되었다.
1906년 (메이지 39년), 야 나카 마을 의회는 후지오카정에 합병 안을 부결하지만, 토치 기현은 "야 나카 마을은 후지오카 정에 합병했다"고 발표했다. 야 나카 마을은 강제 폐촌이되지만, 다나카는 그 후에도 야 나카 마을에 살고 있었죠. 1907년 (메이지 40년) 정부는 토지 수용법 의 적용을 발표했다. "마을에 남아 있으면 범죄자가되어 체포된다"고 압력을 가해 많은 주민이 마을 밖으로 나왔지만 다나카는 강제 파괴 당일까지 야 나카 마을에 계속 살고 저항했다. 결국이 땅이 쇼죠의 종의 서가된다.
1908년 (메이지 41년) 정부는 야 나카 마을 전역을 하천 지역으로 지정. 1911년 (메이지 44년) 4 월 이전 나카 마을 주민의 홋카이도 도코로군 사로마베쯔 벌판에 이주가 시작되었다 .

### 쇼죠의 최후와 그
토지의 강제 매수에 불복하는 재판 등이 있으며, 그 후에도 정력적 연설 등을 실시했지만, 자신의 생활이 장래 길지 않은 것을 알게되면 1913년 ( 다이쇼 2년) 7 월, 고참의 지원자들에게 인사 방향으로 나가는 (운동 자금 지원을 요청 여행이었다고도된다). 그 도상 8월 2일, 아시카 군 아즈마 마을下羽田(현 사노시下羽田도시)의 지원 ·庭田清四郎집으로 쓰러져 약 1 개월 후 9월 4일에 같은 곳에서 객사 했다. 71 세 사망. "하야 신문"에 따르면 사인은 위암 등.
재산은 모두 광독 반대 운동 등에 뛰쳐 사망했을 때는 무일푼이었다한다. 사망시의 전 재산은信玄袋하나, 내용은 토막 원본과 「 신약 」,鼻紙, 강 김 자갈 3 개 일기 3 권, 제국 헌법과 「 마태 전 "의 합본 뿐이었다. 또한 병사 이전 1월 22일에 초중고의 저택과 전답은 현지 가칭 기치 카와 초 · 중 · 농 교회 (현 초 · 중 ·農教클럽)에 기부했다. 저택은 현재 초중고農教클럽을 관리하고있다.
雲龍寺에서 9월 6일에 암매장을 해 10월 12일에 사노 쵸 (현 사노시) 소슈지에서 本葬가 열렸다. 참석자는 20 만명이라고도한다.
다나카의 유골은 도치 기 군마 사이타마 현의 광독 피해 지역 총 6 개소에 분골되었다. 따라서 무덤은 6 개소이다. 또한,이 중 1 개는 1989년 ( 헤이 세이 원년)에 발표 된 것으로, 이전의 문헌에서는 5 개소로되어 있었다. 피해 지역에서는 현대도 위인으로 존숭되어 있으며, 특히 사노시에서는 다나카 사상과 활동을 전하는 시민 단체 "다나카 쇼조 대학 '이 활동하고 있으며, 사노시 향토 박물관 관련 자료를 보존 · 전시하고있다 .
아시오 구리 광산은 1973년 ( 쇼와 48년)에 폐광이되어, 수입 광석의 제련 도 1988년 (쇼와 63년)에 그쳤다. 연료 조달을 위한 벌목과 화염 피해 의해 나무가 잃어버린 산은 지금도 민둥산 이 퍼져, 녹화 작업이 계속되고있다 . 그리고 다나카가 메이지 천황에하려고 한 직소 모양은 2013년 ( 헤이세이 25년)에 타라 세 유수지와 다나카의 출생지 인 사노시를 방문한 125 대 천황 아키히토 (당시)에 전해지는 것과 되었다. 직소 시도에서 무려 112년 후의 일이었다.

#### 쇼죠의 무덤의 위치
- 佐野町（現・栃木県佐野市） 惣宗寺 - 正造の本葬が行われた寺。
- 渡瀬村（現・群馬県館林市） 雲龍寺 - 正造の密葬が行われた寺。また、足尾銅山鉱業停止請願事務所が置かれていた。
- 旗川村（現・栃木県佐野市） 浄蓮寺 - 田中家の菩提寺。
- 藤岡町（現・栃木市） 田中霊祠 - 田中を葬るために谷中村跡につくられた祠。後に藤岡町堤外に移転。
- 利島村（現・埼玉県加須市） - 川辺村民と利島村民が協力し、利島小学校敷地内に造営（現・加須市立北川辺西小学校 보관됨 2017-09-13 - 웨이백 머신。加須市麦倉所在）。
- 久野村（現・栃木県足利市） 寿徳寺 - 1989年に公表された6番目の分骨地。

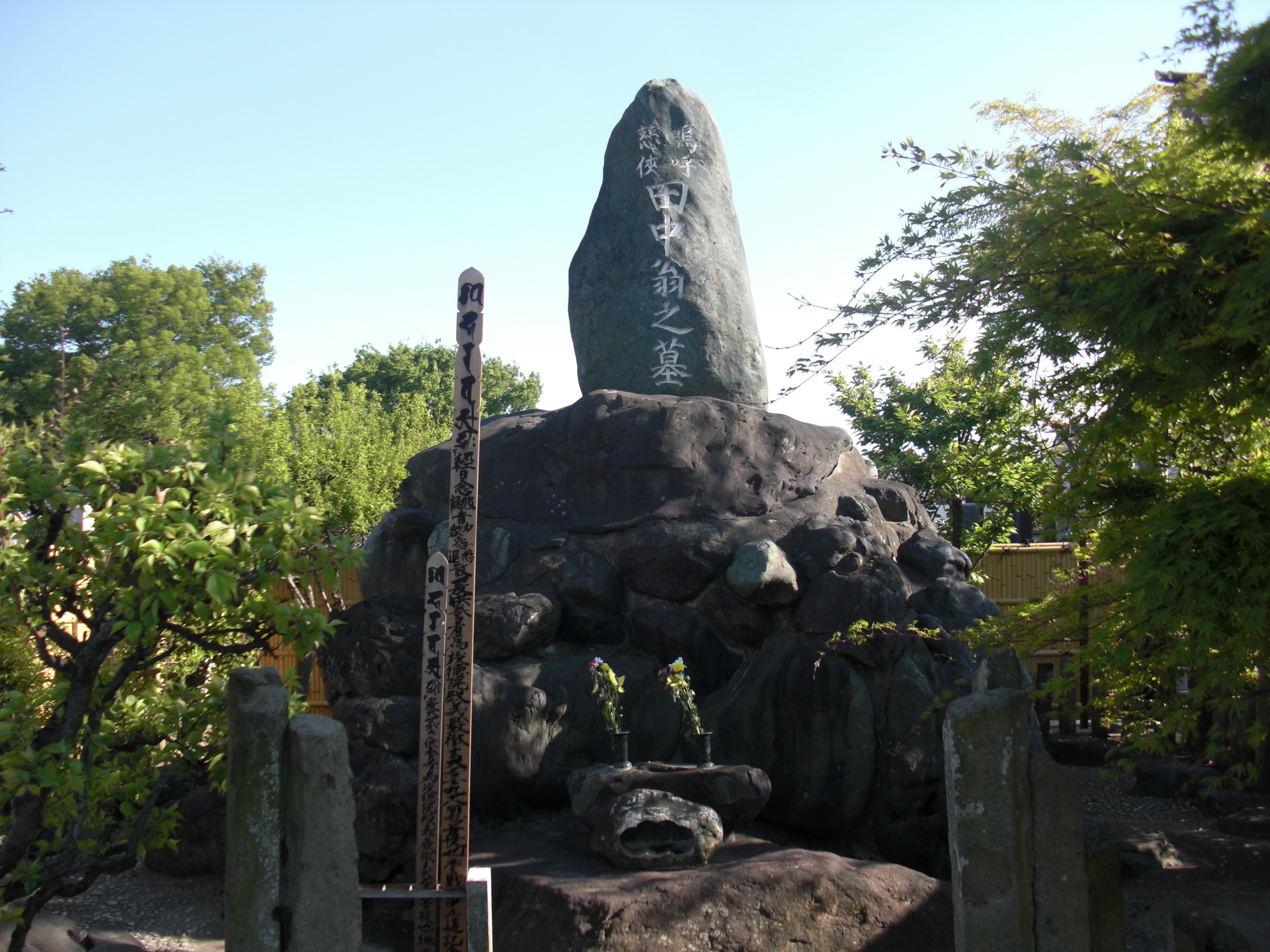
소 슈지의 무덤
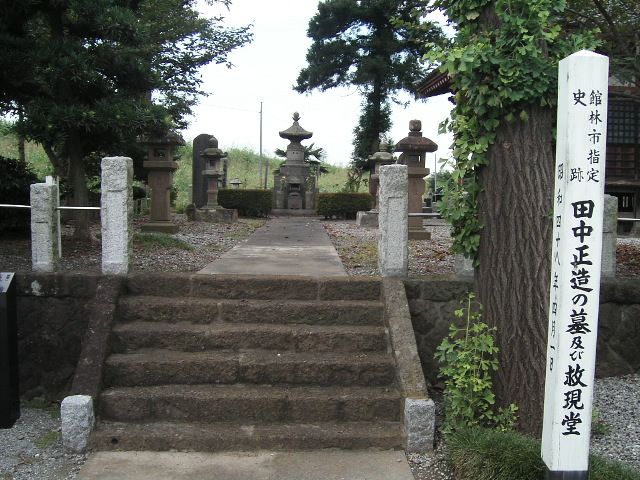
雲龍寺의 무덤

## 쇼죠의 그 내용
"성씨"( 히구치清之감수 니와基二의)에 따르면, " 존비分脈"에 적고있다 마쓰 씨 일족한다. 아시카義純아이의 때 아침 (마쓰時兼동생 하 타케 야마泰国동생)가 다나카 지로라며, 아시카가 군 다나카 시골에 정착했다고 전해진다. 아이의 다나카 때 국가 손자 만 국가는 아시카가 다카 우지에 따라 전공을 세워 쇼죠 대까지 이르렀다 고한다.

## 기타 에피소드
- 쇼죠 천황 직소 당시 모리오카 중학 (현 · 이와테 현립盛岡第一高等学校)의 학생이었던 이시카와 다쿠보쿠는 천황 직소의 보를 듣고 "저녁 강에 갈대는 시들거나 피에 매도 프 백성의 외침 등 슬픈や」와 그 생각을三十一文字에 투입했다.
- 1973년, 화선지에 쓴 다나카 쇼조 직필의 책이 「다나카 쇼조의墨跡"로 토치 기현 유형 문화재 로 지정되었다. 또한이 문화재는 2018년 시점, 소재가 불명이 되고있다[10] .

## 등장하는 작품

### 영화
- "襤褸깃발 "(1974년 일본) 요시무라公三郎감독, 미쿠니 렌타로 주연
- " 적빈 세척이 따위 ~ 다나카 쇼조과 들판에 외치는 사람 ~ "(2006년 일본) 이케다博穂각본 · 감독 이시가미 메이지 주연

### 연극
- "메이지의柩" 미야모토 연 (1962년 포도 회) 예술제 장려상 각본 상 수상작.

1974년에는 '襤褸깃발'로 영화화. 미야모토는이 작품에서 각본을 담당.

### 텔레비전 드라마
- " 그 때 역사가 움직였다 」(2002년, NHK, 이시다 타로 )
- " 아시오에서 온 여자 "(2014년, NHK, 에모토 아키라 )[11]

## 참고 문헌
- 인용 틀이 비었음 (도움말)http://dl.ndl.go.jp/info:ndljp/pid/847281
- "다나카 쇼조 전집」( 이와 나미 서점 )
- 시로야마 사부로 "신산 다나카 쇼조과 아시오 광독 사건 '(1962년 카도카와 문고 )
- 숲竹二"다나카 쇼조의 생애」(1976년 코단샤 )
- 오오이시 진정한 '싸움의 사람 - 다나카 쇼조」(1971년 해성 사 문고 )
- 시마다宗三" 다나카 쇼조 옹余録[깨진 링크(과거 내용 찾기)]"상하 (1972년 삼일 서점 )
- 야마 평 "죽지 않으면 죽을 살해하면 죽 - 다나카 쇼조의 또 다른 투쟁」(1976년 코단샤)
- 양지 강 "끝없는 여행"(1978년 복음 관 일요일 문고 )
- 渡良瀬川연구회 '다나카 쇼조과 아시오 광독 사건 연구」1 호 ~ 13 호 (1978 ~ 2003년 전통과 현대 사 →論創社→ 수상 사 )
- 다나카 쇼조 대학 출판부 "救現"1 호 ~ 9 호 (1986년 ~ 2005년 수상 사)
- 케네스 스트롱 "다나카 쇼조 전 폭풍에 직면 황소 '(1987년晶文社)
- 사노시 향토 박물관 '다나카 쇼조과 아시오 광독 "(1988년, 사노시 향토 박물관)
- 하산 로우 '광독非命다나카 쇼조의 생애」(1991년国書刊行会)
- 후카와 료 "다나카 쇼조과 아시오 광독 사건을 걷는다."(1994년 수상 사) "(동) [개정]"(2009년 수상 사)
- 후카와 료 "다나카 쇼조 싸움 임종」(1996년 수상 사)
- 후카와 료 "다나카 쇼조와 천황 직소 사건 '(2001년 수상 사)
- 후카와 료 "다나카 쇼조와 토네 ·와 타라 세 흐름 각각의東流·東遷사」(2004년 수상 사)
- 스나가와 유키오 「직소 필요 이었는가? 아시오 광독 사건의 진실 '(2004년勉誠출판 )
- 立松평화 '독 - 풍문 · 다나카 쇼조」(1997년河出문고 ) - 매일 출판 문화상 수상
- 立松평화 '하얀 강 풍문 · 다나카 쇼조」(2010년, 도쿄 서적 )
- 사키皋平"다나카 쇼조과 민중 사상의 계승」(2010년, 일곱森書館)
- 인용 틀이 비었음 (도움말)
- 오타케庸悦"우치무라 간조와 다나카 쇼조"流通経済大学출판회, 2002년.ISBN 9784947553256 .

## 같이 보기
- 아시오 광독 사건
- 다나카 쇼조 기념관
- 공해, 환경부, 공해 등 조정위원회, 환경 운동
- 환경학, 환경 법
- 수질 오염, 토양 오염, 지하수 오염 ,
- 환경 보호
- 녹색 보수주의
- 신도의 녹색 성
- 가와 사건